# Casa de sub arbori
Casa de sub arbori (titlul original: în franceză La maison sous les arbres) este un film dramatic francez, realizat în 1971 de regizorul René Clément, protagoniști fiind actorii Faye Dunaway, Frank Langella, Barbara Parkins și Maurice Ronet. 

## Conținut
Jill și soțul ei Philip sunt un cuplu american care locuiește la Paris împreună cu cei doi copii mici ai lor.  Philip este în prezent un angajat la un birou, dar obișnuia să colaboreze cu o organizație obscură, care acum vrea ca el să mai facă ceva pentru ei. Totodată, Jill și Philip au probleme conjugale, care sunt agravate de labilitatea mentală a lui Jill, ea are pierderi de memorie și suspiciuni paranoice că soțul ei ar fi infidel. O vecină a lor, Cynthia, arată un interes neobișnuit pentru treburile lor. Într-o zi, când Jill iese la plimbare cu copiii, aceștia dispar. Cuplul anunță disparița lor la poliție, dar inspectorul Chameille, care conduce ancheta, nu este sigur dacă copiii au fost de fapt răpiți sau neglijați de mama lor zăpăcită...

## Distribuție
- Faye Dunaway – Jill Halard
- Frank Langella – Philippe Halard
- Barbara Parkins – Cynthia
- Raymond Gérome – comisarul Chemeille
- Maurice Ronet – străinul
- Karen Blanguernon – domnișoara Hansen
- Patrick Dewaere – bărbatul cu eșarfă galbenă
- Gérard Buhr – psihiatrul
- Patrick Vincent – Patrick
- Michele Lourie – Cathy